# Campeonato Mundial de Xadrez de 1954
O Campeonato Mundial de Xadrez de 1954 foi disputado pelo então campeão Mikhail Botvinnik  da União Soviética e seu compatriota, o desafiante Vasily Smyslov, que havia vencido o Torneio de Candidatos de 1953. A disputa foi realizada entre 16 de março e 13 de maio em Moscou em um match de 24 partidas no qual o empate favoreceu Botvinnik, que manteve o título.

## Torneio Interzonal de 1952
O Torneio Interzonal foi jogado na cidade sueca de Saltsjöbaden, em 1952, e classificou os oito primeiros colocados para o Torneio de Candidatos
| N.º | Jogador              | 1 | 2 | 3 | 4 | 5 | 6 | 7 | 8 | 9 | 10 | 11 | 12 | 13 | 14 | 15 | 16 | 17 | 18 | 19 | 20 | 21 | Total |
| --- | -------------------- | - | - | - | - | - | - | - | - | - | -- | -- | -- | -- | -- | -- | -- | -- | -- | -- | -- | -- | ----- |
| 1   | Alexander Kotov      | - | ½ | ½ | ½ | ½ | 1 | ½ | 1 | 1 | 1  | ½  | 1  | ½  | 1  | 1  | 1  | 1  | 1  | 1  | 1  | 1  | 16½   |
| 2   | Tigran Petrosian     | ½ | - | ½ | ½ | ½ | ½ | ½ | 1 | ½ | ½  | 1  | ½  | ½  | ½  | 1  | 1  | ½  | 1  | 1  | 1  | ½  | 13½   |
| 3   | Mark Taimanov        | ½ | ½ | - | ½ | ½ | ½ | ½ | ½ | 1 | ½  | ½  | ½  | 1  | 1  | 1  | ½  | 1  | ½  | ½  | 1  | 1  | 13½   |
| 4   | Efim Geller          | ½ | ½ | ½ | - | ½ | 0 | 1 | 0 | 1 | ½  | ½  | 1  | ½  | ½  | 1  | ½  | 1  | 1  | 1  | 1  | ½  | 13    |
| 5   | Yuri Averbakh        | ½ | ½ | ½ | ½ | - | 1 | 0 | ½ | ½ | ½  | ½  | ½  | 1  | ½  | ½  | 1  | ½  | 1  | 1  | 1  | ½  | 12½   |
| 6   | Svetozar Gligorić    | 0 | ½ | ½ | 1 | 0 | - | 0 | ½ | 0 | ½  | ½  | ½  | 1  | 1  | ½  | 1  | 1  | 1  | 1  | 1  | 1  | 12½   |
| 7   | Gideon Ståhlberg     | ½ | ½ | ½ | 0 | 1 | 1 | - | 0 | ½ | ½  | ½  | ½  | ½  | 1  | 1  | 1  | 0  | 1  | ½  | ½  | 1  | 12½   |
| 8   | László Szábo         | 0 | 0 | ½ | 1 | ½ | ½ | 1 | - | ½ | 1  | ½  | ½  | ½  | ½  | 1  | 1  | ½  | ½  | 1  | ½  | 1  | 12½   |
| 9   | Wolfgang Unzicker    | 0 | ½ | 0 | 0 | ½ | 1 | ½ | ½ | - | ½  | ½  | 0  | 1  | ½  | ½  | 1  | 1  | 1  | ½  | 1  | 1  | 11½   |
| 10  | Erich Eliskases      | 0 | ½ | ½ | ½ | ½ | ½ | ½ | 0 | ½ | -  | 1  | ½  | 0  | ½  | 0  | ½  | 1  | ½  | 1  | 1  | 1  | 10½   |
| 11  | Luděk Pachman        | ½ | 0 | ½ | ½ | ½ | ½ | ½ | ½ | ½ | 0  | -  | 0  | ½  | ½  | 1  | ½  | ½  | 1  | 1  | ½  | ½  | 10    |
| 12  | Herman Pilnik        | 0 | ½ | ½ | 0 | ½ | ½ | ½ | ½ | 1 | ½  | 1  | -  | 0  | ½  | ½  | ½  | 1  | 0  | ½  | ½  | 1  | 10    |
| 13  | Herman Steiner       | ½ | ½ | 0 | ½ | 0 | 0 | ½ | ½ | 0 | 1  | ½  | 1  | -  | ½  | 0  | 0  | 1  | 1  | ½  | 1  | 1  | 10    |
| 14  | Aleksandar Matanović | 0 | ½ | 0 | ½ | ½ | 0 | 0 | ½ | ½ | ½  | ½  | ½  | ½  | -  | 0  | ½  | 1  | ½  | 1  | ½  | 1  | 9     |
| 15  | Gedeon Barcza        | 0 | 0 | 0 | 0 | ½ | ½ | 0 | 0 | ½ | 1  | 0  | ½  | 1  | 1  | -  | 1  | ½  | 0  | 0  | 1  | ½  | 8     |
| 16  | Gösta Stoltz         | 0 | 0 | ½ | ½ | 0 | 0 | 0 | 0 | 0 | ½  | ½  | ½  | 1  | ½  | 0  | -  | 0  | 1  | 1  | ½  | 1  | 7½    |
| 17  | Luis Augusto Sánchez | 0 | ½ | 0 | 0 | ½ | 0 | 1 | ½ | 0 | 0  | ½  | 0  | 0  | 0  | ½  | 1  | -  | ½  | 0  | 1  | 1  | 7     |
| 18  | Robert Wade          | 0 | 0 | ½ | 0 | 0 | 0 | 0 | ½ | 0 | ½  | 0  | 1  | 0  | ½  | 1  | 0  | ½  | -  | ½  | 0  | 1  | 6     |
| 19  | Povilas Vaitonis     | 0 | 0 | ½ | 0 | 0 | 0 | ½ | 0 | ½ | 0  | 0  | ½  | ½  | 0  | 1  | 0  | 1  | ½  | -  | ½  | 0  | 5     |
| 20  | Harry Golombek       | 0 | 0 | 0 | 0 | 0 | 0 | ½ | ½ | 0 | 0  | ½  | ½  | 0  | ½  | 0  | ½  | 0  | 1  | ½  | -  | 0  | 4½    |
| 21  | Lodewijk Prins       | 0 | ½ | 0 | ½ | ½ | 0 | 0 | 0 | 0 | 0  | ½  | 0  | 0  | 0  | ½  | 0  | 0  | 0  | 1  | 1  | -  | 4½    |

## Torneio de Candidatos
O Torneio de Candidatos reuniu os oito melhores colocados no Torneo Interzonal de 1953 , os  melhores colocados do Torneio de Candidatos do ciclo mundial anterior e dois jogadores (Reshevsky e Euwe) que não puderam participar do Torneio de Candidatos anterior. A competição foi disputada em um sistema de todos contra todos em duas voltas na cidade suiça de Zurique. 
Smyslov se classificou para jogar o match do campeonato mundial ao vencer o torneio com 18 pontos e apenas uma derrota em 28 partidas.
| N.º | Jogador           | 1   | 2   | 3   | 4   | 5   | 6   | 7   | 8   | 9   | 10  | 11  | 12  | 13  | 14  | 15  | Total |
| --- | ----------------- | --- | --- | --- | --- | --- | --- | --- | --- | --- | --- | --- | --- | --- | --- | --- | ----- |
| 1   | Vasily Smyslov    | –   | ½ ½ | 1 1 | ½ 1 | ½ ½ | 1 1 | ½ ½ | ½ 0 | ½ ½ | ½ ½ | ½ ½ | ½ ½ | 1 ½ | 1 1 | 1 ½ | 18    |
| 2   | David Bronstein   | ½ ½ | -   | 1 ½ | 1 1 | ½ ½ | ½ 0 | ½ ½ | ½ ½ | 1 ½ | ½ ½ | ½ ½ | 0 1 | 1 ½ | ½ ½ | ½ ½ | 16    |
| 3   | Paul Keres        | 0 0 | 0 ½ | -   | ½ ½ | ½ 1 | ½ 1 | ½ ½ | ½ ½ | ½ ½ | 0 ½ | 1 1 | 1 ½ | ½ 1 | ½ ½ | 1 1 | 16    |
| 4   | Samuel Reshevsky  | ½ 0 | 0 0 | ½ ½ | -   | ½ ½ | ½ ½ | ½ ½ | 1 0 | ½ ½ | ½ 1 | ½ 1 | 1 ½ | ½ 1 | 1 1 | 1 ½ | 16    |
| 5   | Tigran Petrosian  | ½ ½ | ½ ½ | ½ 0 | ½ ½ | -   | ½ ½ | 0 ½ | ½ ½ | 0 0 | ½ ½ | ½ ½ | 1 1 | ½ 1 | 1 ½ | 1 1 | 15    |
| 6   | Efim Geller       | 0 0 | ½ 1 | ½ 0 | ½ ½ | ½ ½ | -   | 1 1 | ½ 0 | 0 1 | ½ ½ | 0 1 | 1 ½ | ½ 1 | 0 1 | ½ ½ | 14½   |
| 7   | Miguel Najdorf    | ½ ½ | ½ ½ | ½ ½ | ½ ½ | 1 ½ | 0 0 | -   | 1 ½ | 1 ½ | ½ 0 | ½ ½ | ½ ½ | ½ ½ | 0 ½ | 1 1 | 14½   |
| 8   | Alexander Kotov   | ½ 1 | ½ ½ | ½ ½ | 0 1 | ½ ½ | ½ 1 | 0 ½ | -   | 1 0 | 1 ½ | 0 0 | 1 0 | 1 ½ | 0 ½ | 0 1 | 14    |
| 9   | Mark Taimanov     | ½ ½ | 0 ½ | ½ ½ | ½ ½ | 1 1 | 1 0 | 0 ½ | 0 1 | -   | 1 0 | ½ ½ | ½ ½ | ½ 0 | 0 ½ | 1 1 | 14    |
| 10  | Yuri Averbakh     | ½ ½ | ½ ½ | 1 ½ | 0 ½ | ½ ½ | ½ ½ | 1 ½ | 0 ½ | 0 1 | -   | ½ ½ | ½ ½ | 0 ½ | 1 1 | 0 0 | 13½   |
| 11  | Isaak Boleslavski | ½ ½ | ½ ½ | 0 0 | ½ 0 | ½ ½ | 1 0 | ½ ½ | 1 1 | ½ ½ | ½ ½ | -   | ½ 0 | ½ ½ | ½ 1 | ½ ½ | 13½   |
| 12  | László Szábo      | ½ ½ | 1 0 | 0 ½ | 0 ½ | 0 0 | 0 ½ | ½ ½ | 0 1 | ½ ½ | ½ ½ | ½ 1 | -   | 1 ½ | ½ ½ | 1 ½ | 13    |
| 13  | Svetozar Gligorić | 0 ½ | 0 ½ | ½ 0 | ½ 0 | ½ 0 | ½ 0 | ½ ½ | 0 ½ | ½ 1 | 1 ½ | ½ ½ | 0 ½ | -   | ½ 1 | 1 1 | 12½   |
| 14  | Max Euwe          | 0 0 | ½ ½ | ½ ½ | 0 0 | 0 ½ | 1 0 | 1 ½ | 1 ½ | 1 ½ | 0 0 | ½ 0 | ½ ½ | ½ 0 | -   | 1 ½ | 11½   |
| 15  | Gideon Ståhlberg  | 0 ½ | ½ ½ | 0 0 | 0 ½ | 0 0 | ½ ½ | 0 0 | 1 0 | 0 0 | 1 1 | ½ ½ | 0 ½ | 0 0 | 0 ½ | -   | 8     |

## Matchpelo título
O confronto foi jogado em uma melhor de 24 partidas, se ficasse empatado em 12 a 12 (como ocorreu), Botvinnik manteria o título.
 Moscou, União Soviética, 16 de março a 13 de maio de 1954
| Jogador           | 1 | 2 | 3 | 4 | 5 | 6 | 7 | 8 | 9 | 10 | 11 | 12 | 13 | 14 | 15 | 16 | 17 | 18 | 19 | 20 | 21 | 22 | 23 | 24 | Total |
| ----------------- | - | - | - | - | - | - | - | - | - | -- | -- | -- | -- | -- | -- | -- | -- | -- | -- | -- | -- | -- | -- | -- | ----- |
| Mikhail Botvinnik | 1 | 1 | ½ | 1 | ½ | ½ | 0 | ½ | 0 | 0  | 0  | 1  | 1  | 0  | 1  | 1  | ½  | ½  | ½  | 0  | ½  | ½  | 0  | ½  | 12    |
| Vasily Smyslov    | 0 | 0 | ½ | 0 | ½ | ½ | 1 | ½ | 1 | 1  | 1  | 0  | 0  | 1  | 0  | 0  | ½  | ½  | ½  | 1  | ½  | ½  | 1  | ½  | 12    |